# Cypripedioideae

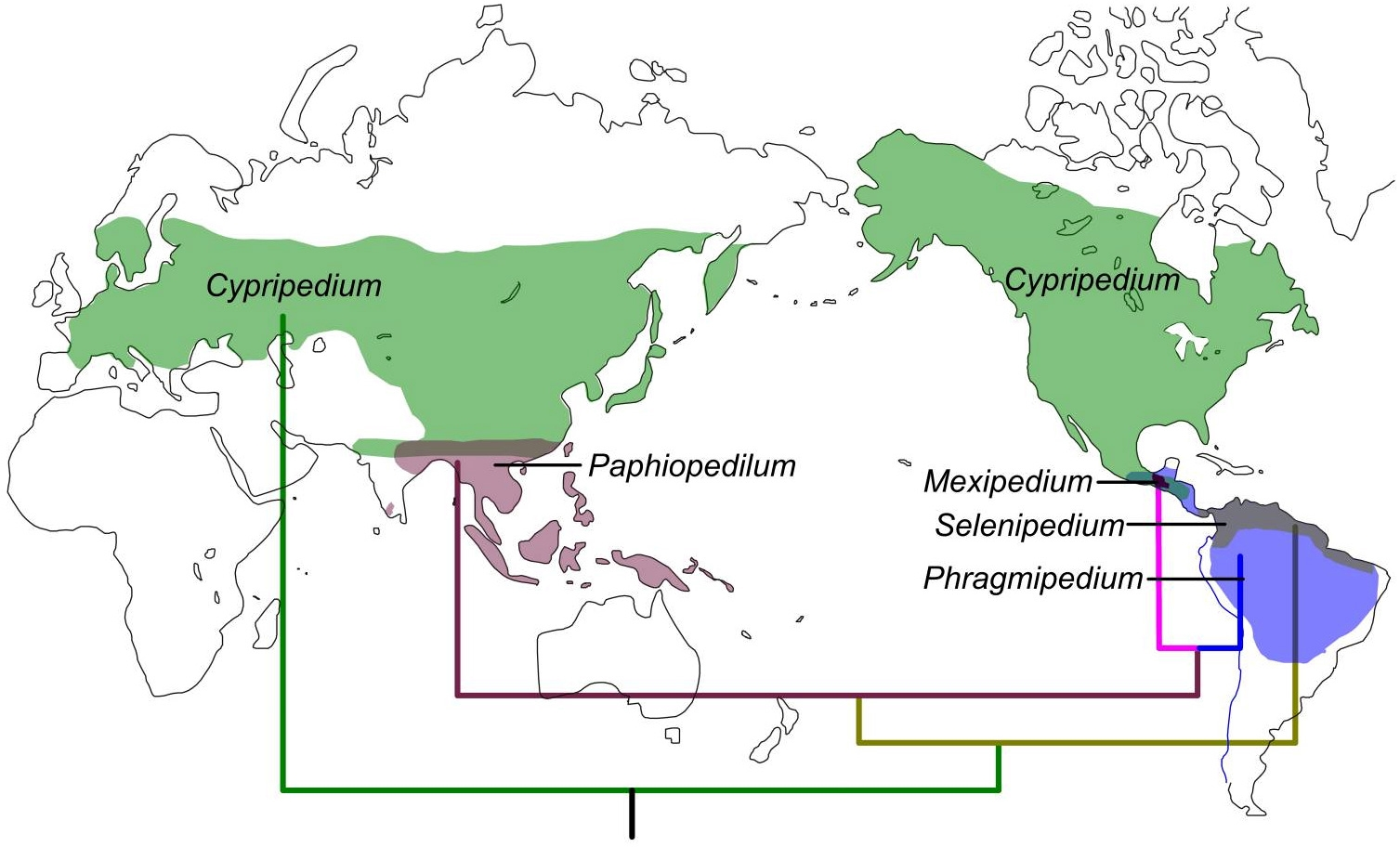
Cypripedioideae - Verbreitung der Gattungen

Die Cypripedioideae sind eine Unterfamilie der Familie der Orchideen (Orchidaceae). Mit etwa 190 Arten in fünf Gattungen stellt sie eine der kleineren der fünf Unterfamilien dieser Pflanzenfamilie dar.

## Merkmale
Alle Vertreter der Cypripedioideae sind ausdauernde, krautige Pflanzen. Die fleischigen Wurzeln besitzen manchmal Velamen. Die Blätter sind spiralig oder zweizeilig angeordnet, der Spross ist schlank oder gestaucht. In der Knospe sind die Blätter gerollt und die Blattspreite ist plikat (gefaltet) oder die Blätter sind in der Knospe gefaltet, glatt und ledrig. Es gibt kein Trenngewebe zwischen Blatt und Spross.
Die Blütenstände der Cypripedioideae sind endständig und meist unverzweigt. Die Blüten stehen spiralig oder zweizeilig am Spross, sie sind resupiniert. Die Blütenblätter stehen in zwei dreizähligen Kreisen, wobei meist zwei Blütenblätter des äußeren Kreises vollständig verwachsen sind. Das Labellum bildet eine sackartige Struktur. Der Fruchtknoten ist unterständig und einkammerig oder dreikammerig. Zwei fruchtbare Staubblätter, ein Staminodium und der Griffel sind zu einer komplexen Struktur verwachsen. Der Griffel ist kurz und dick, die Narbe groß und konvex, der mittlere Narbenlappen größer als die beiden seitlichen. Die beiden seitlichen Staubblätter sind fruchtbar, die Pollenkörner sind zu einer Paste verklebt oder bei einigen Phragmipedium-Arten zu zusammenhängenden Pollinien geformt. Das mittlere, unfruchtbare Staubblatt ist schildförmig  verbreitert. Die Früchte sind zumeist Kapselfrüchte, bei Selenipedium sind sie beerenähnlich. Sie enthalten zahlreiche abgeflachte Samen, etwa einen Millimeter lang und 0,1 Millimeter breit. Die Samen von Selenipedium sind davon abweichend linsenförmig und mit einer harten Samenschale versehen.
Die Chromosomenzahlen variieren innerhalb der Unterfamilie über einen weiten Bereich von 2n=20 bei Cypripedium bis zu 26 bis 44 Chromosomen bei Paphiopedilum. Die Chromosomen sind recht groß.
Die Arten dieser Unterfamilie bilden Fallenblüten, bei denen der Zugang für Insekten in die sackartige Lippe von der Vorderseite recht leicht ist. Das Innere ist so gestaltet, dass die Insekten an der Narbe und den Staubblättern vorbei aus der Blüte klettern und dabei die Blüte bestäuben.

## Verbreitung
Die Arten der Cypripedioideae finden sich im Norden Südamerikas und in Mittelamerika (Mexipedium, Phragmipedium, Selenipedium), zirkumboreal in Nordamerika, Europa, Afrika (Algerien) und im nördlichen Asien (Cypripedium) sowie im subtropischen und tropischen Südostasien (Paphiopedilum). In Australien und Afrika kommen sie nicht vor. Die Ausbreitung könnte von einem Entstehungszentrum in Mittelamerika ausgegangen sein.

## Systematik

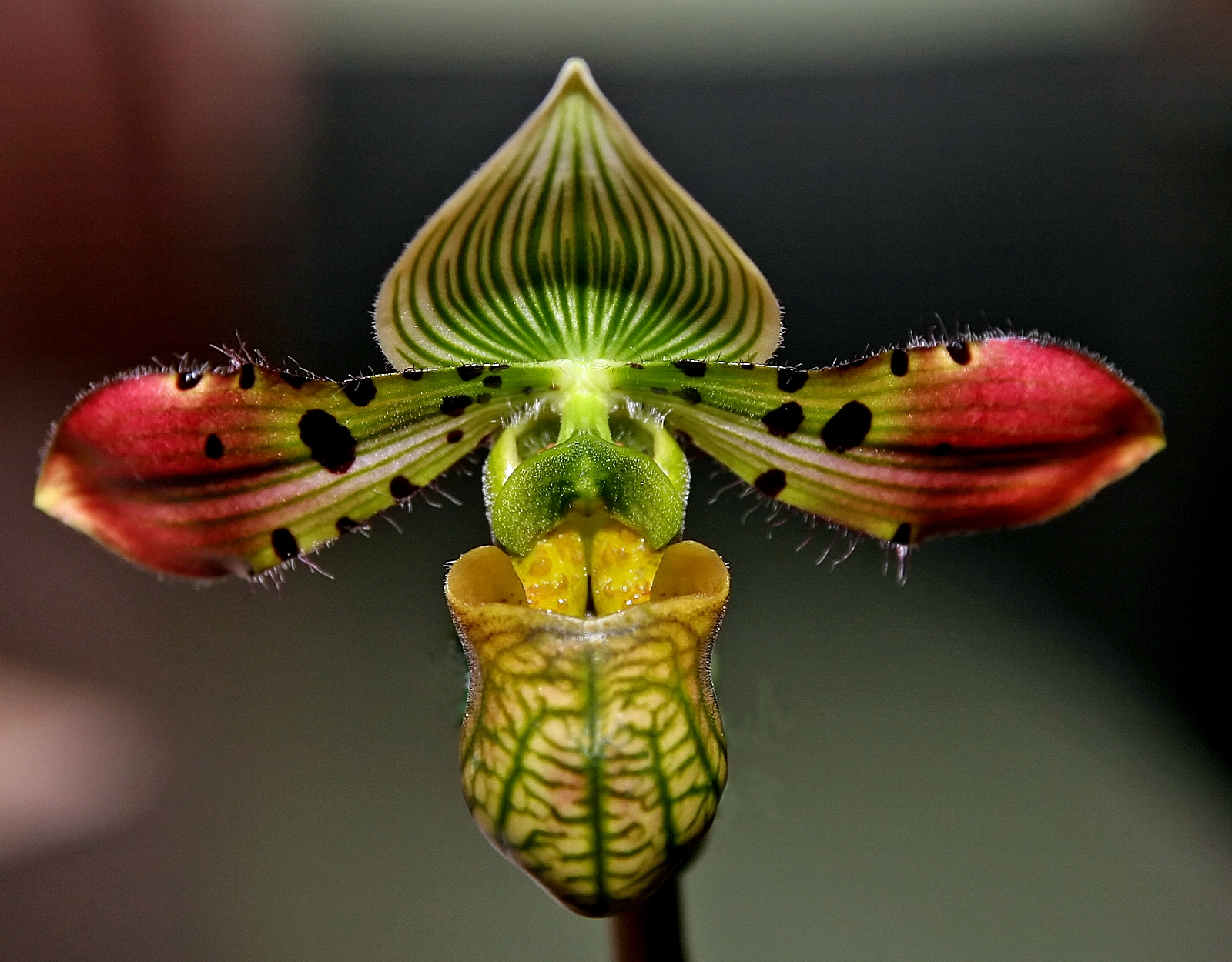
Paphiopedilum venustum

Die Zusammengehörigkeit der fünf Gattungen ist schon seit langem unbestritten. Ihre abweichende Zahl an fruchtbaren Staubblättern (zwei versus eines bei anderen Orchideen) führte zu dem Vorschlag, sie als eigene Familie Cypripediaceae zu betrachten. Molekulargenetische Untersuchungen stützen die Eingliederung in die Orchidaceae und bestätigen die Verwandtschaft der fünf Gattungen. Eine Stellung als Schwestertaxon zu allen anderen Orchideen mit Ausnahme der Apostasioideae wird diskutiert.
Hierher gehören die Gattungen:
- Selenipedium Rchb.f.
- Cypripedium L.
- Mexipedium V.A.Albert & M.W.Chase, mit der einzigen Art Mexipedium xerophyticum (Soto Arenas, Salazar & Hágsater) V.A.Albert & M.W.Chase.
- Phragmipedium Rolfe
- Paphiopedilum Pfitzer.

## Belege